# Mirosław Kuźma
Mirosław Kuźma (ur. 1965 w Legnicy – polski ilustrator, plakacista, karykaturzysta, rzeźbiarz, scenograf.
Ukończył liceum plastyczne Cieplicach- Jelenia Góra. Studiował rzeźbę i grafikę we wrocławskiej Państwowej Wyższej Szkole Sztuk Plastycznych (obecna nazwa uczelni: Akademia Sztuk Pięknych we Wrocławiu).
Na swoim koncie ma 31 wystaw indywidualnych, krajowych i zagranicznych, m.in. w Turcji, Niemczech, Holandii, we Włoszech i na Węgrzech. Swoje prace publikował w wielu periodykach.
Kolekcjoner wielu nagród, otrzymał m.in. Dyplom Honorowy od Wysokiego Komisarza Narodów Zjednoczonych Do Spraw Uchodźców, nagrodę kość 1997 (Sochaczew), 2. nagrodę Brydż (Słupsk 2001), wyróżnienie Stowarzyszenia Polskich Artystów Karykatury (Kożuchów 2006).
Wysoko ceni sobie Złoty Medal Satyrykon 1996. Jury Legnickiego Satyrykonu pięciokrotnie wyróżniało prace Mirosława Kuźmy (1994, 2000, 2002, 2005, 2007)..